# Хансен, Конрад
Ко́нрад Ха́нсен (нем. Conrad Hansen; 24 ноября 1906, Липпштадт — 22 июня 2002, Гамбург) — немецкий пианист и музыкальный педагог.
Начал учиться игре на фортепиано в 8 лет в своём родном городе, двумя годами позже выступил с первым концертом. С 1922 года занимался частным образом у Эдвина Фишера. В 1927 году дебютировал с Берлинским филармоническим оркестром под управлением Вильгельма Фуртвенглера; в дальнейшем играл также с Ойгеном Йохумом, Виллемом Менгельбергом, Гербертом Караяном. В послевоенные годы в большей степени выступал как ансамблевый музыкант, в том числе в составе фортепианного трио Хансена (1945—1975, со скрипачом Эрихом Рёном и виолончелистом Артуром Трёстером), и много занимался преподавательской деятельностью: был одним из основателей Детмольдской Высшей школы музыки, с 1960 года преподавал в Гамбургской Высшей школе музыки и наконец в Любеке; среди его учеников, в частности, Эрика Хаазе. Был удостоен Брамсовской медали, вручаемой правительством Гамбурга. В 2004 году музыкальная школа в Липпштадте была названа его именем.